# Военное контрразведывательное агентство
Военное контрразведывательное агентство (серб. Војнобезбедносна Агенција, ВБА) — разведывательное агентство Сербии. Отвечает за разведывательную и контрразведывательную деятельность под руководством Минобороны Сербии.
Задачей агентства является обеспечение безопасности для защиты системы государства (планирование, организация, реализация задач и мероприятий которые относятся к контрразведке и функциям безопасности государства).

## История
По приказу министра обороны от 29 сентября 2003 года Военное разведывательное агентство было сформировано в качестве организационной единицы Министерства обороны. 23 декабря 2004 года Военное разведывательное агентство безопасности было представлено общественности в качестве независимого организационного подразделения Министерства обороны. Военное разведывательное агентство безопасности начало работать с 1 января 2005 года.
Начавшаяся реформа силовых структур, 3 июля 2002 года приняла «Закон о службах безопасности» за счёт Военного разведывательного агентства безопасности от 1 января 2004 года. Наиболее значительные изменения в формировании перечислены ниже:
- Агентство непосредственно подчиняется министру обороны, а не начальнику Генерального штаба;
- Специальные методы и работа Агентства допускается только по решению суда;
- Были введены механизмы демократического контроля над гражданами;
- Разработана контрразведывательная функция.

5 ноября 2024 года Военное контрразведывательное агентство награждено орденом Белого орла с мечами I степени.

## Предназначение
Задачами Военного разведывательного агентства безопасности является:
- обнаружение, преследование, задержание, подавление и перехват угрозы;
- разведка и другие виды деятельности за иностранными службами, организациями и лицами, которые направлены против Министерства обороны и Вооруженных Сил Сербии;
- ликвидация внутреннего и международного терроризма, а также подрывной деятельности направленной против учреждений МО и ВС.

Так же в полномочия агентства входит обнаружение, расследование, документация:
- Преступные действия, направленные против конституционной безопасности Республики Сербии, против человечности и международного права, а также преступления организованной преступности с элементами капитала, в случае если виновные в совершении этих преступлений являются военными специалистами или гражданскими лицами, занятые в МО и ВС, также если вышеуказанные акты преступления направлены против организаций МО и ВС.

В пределах своей юрисдикции Агентство военной безопасности выполняет те задачи, изложенные в статье № 7 «Закон о силовых структурах». В соответствии с Законом, сотрудники Агентства обладают компетенцией:
- Сбор данных (внедрение специальных методов и средств для сбора данных в секретной статье 22-32);
- Регистрация данных;
- Использование оружия и других средств силы (статья 36);
- Данное разрешение полиции в соответствии с «Законом об уголовной правонарушениях» (статья 8, раздел 3).